# 永遠のアンバー
『永遠のアンバー』（英語: Forever Amber）は、1947年のアメリカの恋愛映画である。キャスリーン・ウィンザーのベストセラーになった恋愛大河小説『永遠のアンバー』を映画化したものである。日本での初公開時の邦題は『永遠のアムバア』。

## ストーリー
物語の舞台は1660年頃の英国。「アンバー」と刺繍の入ったお包みに巻かれて、ある家の前に置かれていたアンバー・セントクレア（リンダ・ダーネル）は美しい娘に育ち、都会の上流階級に憧れていた。その頃知り合ったブルース・カールトン（コーネル・ワイルド）を追って彼女はロンドンへ旅立つが、ここから波乱に満ちた彼女の人生が幕を開けるのであった。
スチュアート朝、チャールズ2世治世下のロンドンを舞台に富、地位や名声を求めて華麗なる男性遍歴を重ね、チャールズ2世の寵妃の一人になったアンバーの自由奔放な愛欲絵図を描いた作品。

## 主な出演者
- リンダ・ダーネル - アンバー・セントクレア (日本語吹替え:武藤礼子)
- コーネル・ワイルド - ブルース・カールトン
- リチャード・グリーン - ハリー・アームスベリー卿
- ジョージ・サンダース - チャールズ2世 (イングランド王)
- リチャード・ヘイデン - ラドクリフ伯爵
- ジェシカ・タンディ - 乳母ブリットン
- アン・リヴィア - マザー・レッドキャップ

## トリビア
- ダイアナ妃およびその子ウィリアム王子、ヘンリー王子はチャールズ2世の末裔にあたる。

## 受賞
- アカデミー賞ノミネート
  - 第20回（1947年）アカデミー作曲賞（ドラマ・コメディ）- デイヴィッド・ラクシン

## 日本語訳書籍
- 『永遠のアンバー』佐藤亮一訳 三笠書房 1952年